# Androsace geraniifolia
Androsace geraniifolia är en viveväxtart som beskrevs av David Allan Poe Watt. Androsace geraniifolia ingår i släktet grusvivor, och familjen viveväxter. Inga underarter finns listade i Catalogue of Life.